# Gdy drzewa były duże
Gdy drzewa były duże (ros. Когда деревья были большими) – radziecki czarno-biały film z 1961 roku w reżyserii Lwa Kulidżanowa. Film wyświetlano na Międzynarodowym Festiwalu Filmowym w Cannes w 1962 roku.

## Fabuła
Film ukazuje dramat samotnego człowieka Kuźmy Jordanowa, który zaczyna odnajdywać sens w życiu, zastępując młodej dziewczynie, sierocie Nataszy, ojca.

## Obsada
- Jurij Nikulin jako Kuźma Jordanow
- Inna Gułaja jako Natasza
- Leonid Kurawlow
- Ludmiła Czursina
- Wasilij Szukszyn
- Wiktor Pawłow

## Wersja polska
- Reżyser dubbingu: Zofia Dybowska-Aleksandrowicz